# Aetius (Mysliveček, 1775)
Aetius (v italském originále Ezio) je italská opera ve třech dějstvích českého skladatele Josefa Myslivečka. Je to jeho první zhudebnění tohoto libreta italského básníka Pietra Metastasia, které bylo poprvé provedeno roku 1728 s hudbou Pietra Auletty a které bylo v Myslivečkově době jedním z nejoblíbenějších Metastasiových děl. Děj je postaven na událostech ze životů pozdně antického římského císaře Valentiniana III. a jeho generála Aetia. Při zpracování této látky Mysliveček libreto patrně zkrátil a upravil podle stávajícího vkusu, tyto úpravy však nelze spolehlivě identifikovat. Tato opera (a všechny ostatní Myslivečkovy opery) náleží k žánru vážné opery nazývanému v italštině opera seria. Mysliveček se k námětu vrátil o dva roky později, když napsal stejnojmennou operu pro dvorní divadlo v Mnichově.

## Vznik a historie díla
Aetius byl poprvé proveden v neapolském divadle Teatro San Carlo dne 30. května 1775 na počest jmenin neapolského krále Ferdinanda. Byla to poslední z brilantní série čtyř oper složených Myslivečkem pro toto divadlo v letech 1773-75, přičemž příležitost k uvedení druhé verze Démofoóna a Aetia poskytla okolnost, že Johann Christian Bach nebyl schopen splnit operní zakázku od ředitelství dvadla. Neapolská hudební veřejnost Aetia, stejně jako tři předchozí opery, přijala velmi příznivě. Obsazení bylo vynikající, jak odpovídalo standardu v Teatro San Carlo; zahrnovalo slavného kastráta Gaspara Pacchierottiho v titulní úloze.
Aetius byl po Montezumovi druhou novodobě oživenou Myslivečkovou operou. Při příležitosti 200. výročí narození skladatele roku 1937 ji nastudovala (v silně zkrácené verzi) pražská konzervatoř a provedla ji ve Stavovském divadle.

## Osoby a první obsazení
| Osoba                                                                                   | Hlasový obor     | Premiéra (30. května 1775)  |
| --------------------------------------------------------------------------------------- | ---------------- | --------------------------- |
| Valentinianus III. (Valentiniano III), římský císař, zamilovaný do Fulvie               | soprán (kastrát) | Giuseppe Benedetti          |
| Fulvia, dcera Maxima, římského patricije, zamilovaná do Aetia a zasnoubená s ním        | soprán           | Anna de Amicis-Buonsollazzi |
| Aetius (Ezio), generál císařských vojsk, zamilovaný do Fulvie                           | soprán (kastrát) | Gaspare Pacchierotti        |
| Honoria (Onoria), sestra Valentiniana, tajně zamilovaná do Aetia                        | soprán           | Elisabetta Ranieri          |
| Maximus (Massimo), římský patricij, otec Fulvie, důvěrník a tajný nepřítel Valentiniana | bas              | Argangelo Cortoni           |
| Varus (Varo), prefekt pretoriánské gardy, přítel Aetia                                  | tenor            | Nicola Lancelotti           |

## Děj opery
Velmi schopný, ale poněkud pyšný a svéhlavý Aetius, velitel římské armády, se triumfálně vrací do Říma po vítězství nad Attilou v bitvě na Katalaunských polích. Římský císař Valentinián III. cítí svou moc ohroženu Aetiovou mocí a popularitou. Toho využívá k intrikám senátor Maximus, naoko přítel císařův, který se mu však chce pomstít za to, že Valentinián svedl jeho ženu.

### 1. dějství
Vojevůdce Aetius se vrací z vítězného boje proti Hunům; vedle davů Římanů jej vítá i císař Valentinián a jeho rádce Maximus. Aetius mezi vítajícími postrádá Maximovi dceru Fulvii, do které je zamilován. Do ní se však mezitím zamiloval rovněž císař a Maximus mu její ruku slíbil, neboť chce vyvolat konflikt mezi Valentiniánem a Aetiem. Maximus nařizuje dceři, aby si císaře vzala a provedla na něm vlastní rukou ozbrojenou pomstu — zabila jej ve spánku. Fulvia ovšem rozhořčeně odmítá.
Maximus našeptává císaři obavy z Aetiova vlivu; císař se rozhodne vojevůdce připoutat k sobě tím, že mu nabídne — jako odměnu za zásluhy o Řím — ruku své sestry Honorie, která Aetia tak jako tak miluje. Aetius však nejprve z předstírané skromnosti, pak otevřeněji a urážlivěji nabídku odmítá, navíc se císař dozví, že je jeho sokem u Fulvie; rozhovor tedy končí vzájemnou nevraživostí. Valentinián ihned naléhá na sňatek s Fulvií. Fulvia navíc nalezne v Honorii svou sokyni v zájmu o Aetia a obě mladé ženy se pohádají.

### 2. dějství
Maximus, který se nedočkal spolupráce své dcery, objednal na Valentiniána nájemného vraha. Valentinián sice útočníkovi unikl, Maximus mu však alespoň úspěšně vnukne myšlenku, že za atentátem stojí Aetius. Fulvia se snaží Aetia přemluvit k útěku, ten jí však nevěří, že by jej císař mohl podezřívat. Valentiniána však Aetiův sebevědomý postoj jen rozohní a vojevůdce je uvězněn a odsouzen k smrti.
Na radu císařova strážce a Aetiova přítele Vara se Fulvia rozhodne obětovat svou lásku za život svého milého a předstírat lásku k Valentiniánovi. Valentinián jejím prosbám vyhoví a hodlá Aetiovi darovat život. Ten je však rozhořčen, když vidí Fulvii po císařově boku, a milost odmítá; prohlašuje svou nevinu a připomíná císaři, že mu dluží vděk za záchranu Říma. Fulvia nervy drásající scénu nevydrží a vyzná se veřejně z lásky k Aetiovi. Tím na sebe i na Aetia opět strhne císařův hněv; oba jsou uvězněni. Maximus císaři radí, aby postupoval proti oběma přísně. Když však Valentinián osamí, uvědomuje si, že Fulvia je vinna jen upřímnou láskou.

### 3. dějství
Honoria přichází za Aetiem do vězení a jménem císaře mu slibuje svobodu, bezpečnost a návrat do předchozího postavení, Aetius ale odmítá. Honoria přesto přesvědčuje Valentiniána, aby se zachoval spravedlivě a vzdal se lásky k Fulvii stejně jako se ona vzdává lásky k Aetiovi. Valentinián nařizuje Varovi, aby dal Aetia tajně zabít; potom jde vojevůdce sám vysvobodit z vězení. Aetius dosud odmítá milost, dokonce i tehdy, když mu císař vrací Fulvii; nakonec Valentinián prohlásí, že je přesvědčen o Aetiově nevině a že jeho propuštění tedy není aktem milosti, ale nápravy křivdy. Teprve to přiměje Aetia vězení opustit.
Brzy poté přináší Varo zprávu, že rozkaz byl vykonán a Aetius je mrtev. Flavia je zděšena; stejně tak Honoria, které se podařilo vyhledat tehdejšího útočníka na císaře a přinést jednak důkaz o Aetiově nevině, jednak charakteristiku objednatele vraždy. Ta se přesně hodí na Maxima. Fulvia se rozhoduje vzít vinu na sebe, aby otce ochránila (v soukromí mu však vyslovuje své opovržení). Císař neví, komu věřit, a je zmaten.
Maximus se snaží vyburcovat dav, aby se zbavil tyrana, který dal zabít lidem oblíbeného Aetia. Před zuřením davu zachrání císaře právě Aetius, kterého Varus ve skutečnosti ušetřil. Maximovy intriky vyšly najevo, císař vrací Aetiovi hodnosti i ruku Flavie. Svou sestru Honorii posílá za manželku Attilovi.